# Gledin, Bistrița-Năsăud
Gledin (în dialectul săsesc Glán, Glan, Gladn, în germană Gladen, Gladein, Gladn, în maghiară Gledény, Gléden) este un sat în comuna Monor din județul Bistrița-Năsăud, Transilvania, România.

## Date geografice
Localitatea Gledin este situată în partea de răsărit-miază-noapte a Ardealului, la poalele muntelui Poiana Tomii, din Călimani, în Ținutul Colinelor. 

## Istoric
Sunt numeroase și descoperirile aparținând epocii dacice și epocii romane (vezi cetatea Pripoară). 

## Infrastructura
Satul dispune de alimentare cu apă (aducțiune din Cuejdel). Este electrificat, există servicii de telefonie. Există și un proiect pentru introducerea rețelei de gaz.

## Obiective turistice
- Biserica din localitate, ce amintește de renumita Mănăstire Ruga, dărâmată cu tunul de austrieci (1763), unde a făcut ucenicia Sfântul Cuvios Ierarh Pahomie. De notat că schitul din Forța (Monor) a luat naștere, prin strămutarea Mănăstirei Ruga[1], care avea să devină ulterior mănăstire, ce a durat până la secularizarea acesteia (1850), fiind dărâmată.

## Personalități
- Grigore Leon Țâra (n. 1943) specialist în matematică, informatică și autor
- Grigore Toma (1887–1968), învățător (1911–1919), publicist și autor
- Sf. Cuv. Ierarh Pahomie (n. 1675, Gledin – d. 1724, Lavra Pecerska, Kiev, în pribegie) episcop de Roman (1706–1714)
- Romul Cincea (1869–1911), primul învățător calificat (1892–1911)
- Emil Păcurariu (1907–1983), învățător (1925–1971)
- George Țâra (1920-1985), învățător în Șieu
- Ioan Vlaic (1925-2018), autor
- Aurel Țâra (n. 1948) pictor bisericesc
- Todoran Grigore (n. 1946), mecanic de locomotive, strănepot al înv. Romul Cincea

## Galerie de imagini

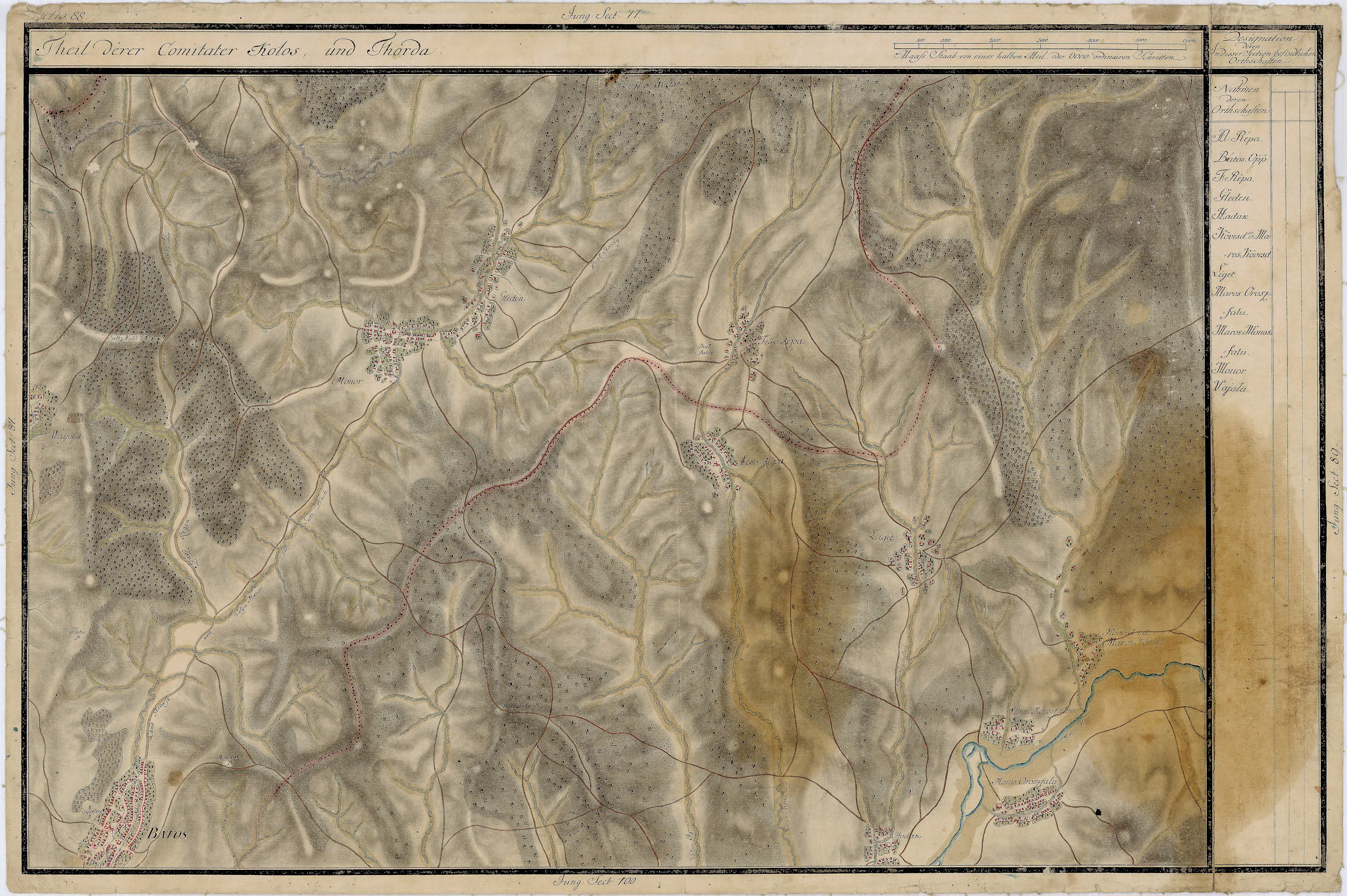
Gledin în Harta Iosefină a Transilvaniei, 1769-1773